# Hans Ehrenberg (Physiker)
Hans Ehrenberg (* 13. September 1922 in Bonn; † 19. November 2004 in Mainz) war ein deutscher Kernphysiker, Lehrstuhlinhaber und langjähriger Direktor des Instituts für Kernphysik in Mainz.

## Leben und Wirken
Hans Ehrenberg, Sohn von Frieda Ehrenberg, geborene Bruch, und des Mineralogen, Lehrstuhlinhabers und Rektors der RWTH Aachen Hans Ehrenberg, begann nach dem Abitur am Kaiser-Wilhelm-Gymnasium, dem späteren Einhard-Gymnasium in Aachen, ab Herbst 1940 sein Studium der Physik an der RWTH Aachen. Nach einer Unterbrechung auf Grund seines Wehrdienstes im Zweiten Weltkrieg setzte er sein Studium an der Universität Göttingen bei Richard Becker, Hans Kopfermann und dem späteren Physik-Nobelpreisträger Wolfgang Paul fort und schloss dieses 1950 mit dem Diplom ab. Im Jahr 1952 wurde Ehrenberg mit dem Thema Isotopenanalyse an Bleierzen in Mineralien zum Dr. rer. nat. promoviert und folgte anschließend Wolfgang Paul als Assistent an das Physikalische Institut der Universität Bonn. Dort war Ehrenberg maßgeblich an der Erforschung und Entwicklung des Bonner 500-MeV-Elektronen-Synchrotrons mitbeteiligt, einem der ersten seiner Art in Deutschland.
Während eines Auslandsaufenthaltes in den Jahren 1956/57 bei dem späteren Nobelpreisträger Robert Hofstadter am High Energy Physics Laboratory der Stanford University bestimmte Ehrenberg erstmals den magnetischen Formfaktor des Neutrons, indem er auf Grund des Fehlens eines freien Neutron-Targets die Differenz der elastischen Wirkungsquerschnitte von Beryllium und Kohlenstoff benutzte. Nach seiner Rückkehr nach Bonn habilitierte er sich 1958 mit einer Arbeit über dieses Thema, begann dort im selben Jahr mit seiner Lehrtätigkeit als Privatdozent bis 1961.
1961 wechselte Ehrenberg an die Universität Mainz, wo er ordentlicher Professor wurde und als Nachfolger von Herwig Schopper das Institut für Kernphysik übernahm. 1964/65 war er Dekan und 1965/66 Prodekan der Naturwissenschaftlichen Fakultät sowie von 1973 bis 1975 Dekan des Fachbereichs Physik. In seiner Mainzer Zeit ließ Ehrenberg einen 300-MeV-Elektronenlinearbeschleuniger sowie die dazu nötige Infrastruktur aufbauen. Einen weiteren Forschungsschwerpunkt seiner wissenschaftlichen Arbeit bildete die Vermessung der Kernladungsverteilung, insbesondere an schweren Kernen sowie die Messung zur Totalabsorption von hochenergetischen Photonen an Atomkernen.
Schließlich sorgte Ehrenberg im Jahr 1973 durch die Einstellung von Helmut Herminghaus und später Karl-Heinz Kaiser dafür, dass auf der Basis seiner Forschungen die Technik der Elektronenbeschleuniger weiterentwickelt wurde, was dann schließlich ab dem Jahr 1980 zur Installation und zum Einsatz des Mainzer Mikrotrons in verschiedenen Ausbaustufen führte. Nachdem Ehrenberg bereits im Jahr 1987 die Leitung des Instituts in jüngere Hände gelegt hatte, wurde er schließlich im Jahre 1990 emeritiert.
Darüber hinaus war Ehrenberg ab 1975 auswärtiges wissenschaftliches Mitglied der Max-Planck-Gesellschaft sowie seit 1967 ordentliches Mitglied der Mainzer Akademie der Wissenschaften und der Literatur. Ein Jahr vor seiner Emeritierung trat Ehrenberg noch der „Astronomischen Arbeitsgemeinschaft der Sternfreunde Mainz und Umgebung e. V.“ bei und widmete sich hier in den nächsten Jahren intensiv seinem Hobby, der Sternbedeckung sowie als Sponsor und Berater für eine einwandfreie Funktion des Refraktors in der Volkssternwarte Mainz.

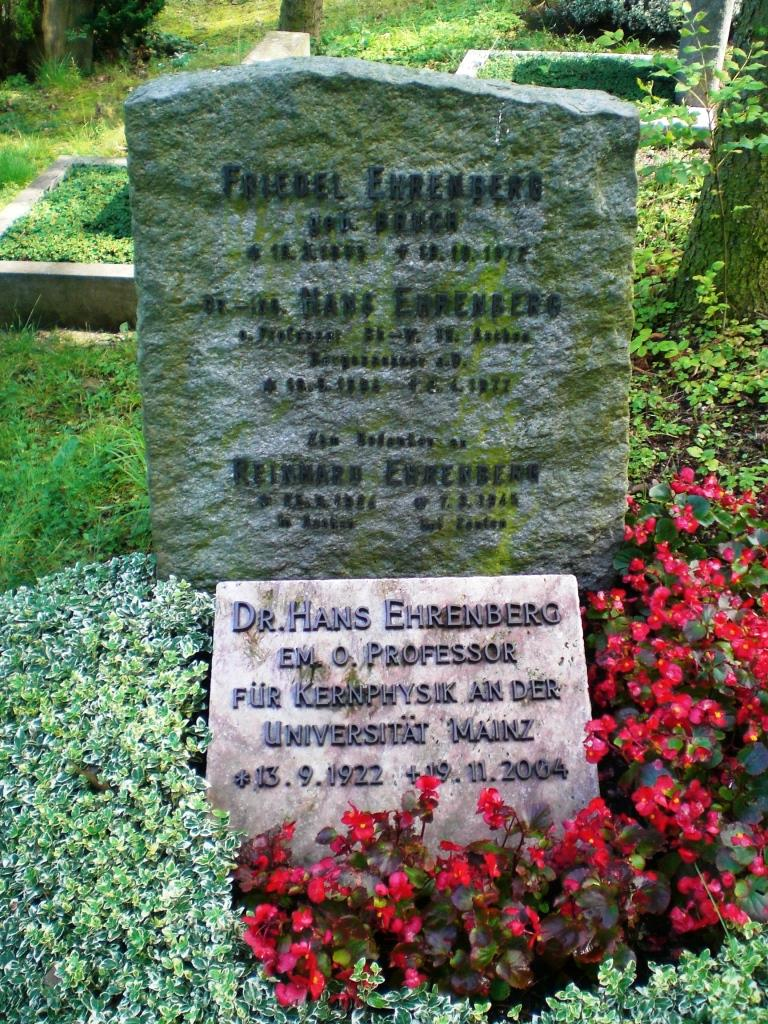
Grab Hans Ehrenbergs auf dem Friedhof Bonn-Poppelsdorf

Hans Ehrenberg fand seine letzte Ruhestätte im Familiengrab auf dem Friedhof Poppelsdorf.

## Veröffentlichungen (Auswahl)
- Isotopen-Analysen an Bleierzen in Mineralen.  Göttingen 1952.
- Massenspektrometrische Untersuchungen an Bleierzen. Westdeutscher Verlag, Köln 1959.
- Handbuch der Mikroskopie in der Technik / Band 1 [Die optischen Grundlagen, die Instrumente und Nebenapparate für die Mikroskopie in der Technik] / Teil 2 [Allgemeines Instrumentarium der Auflichtmikroskopie. Hrsg. von Hugo Freund unter Mitwirkung von Hans Ehrenberg und anderen]. 1960.